# Fruitarisme

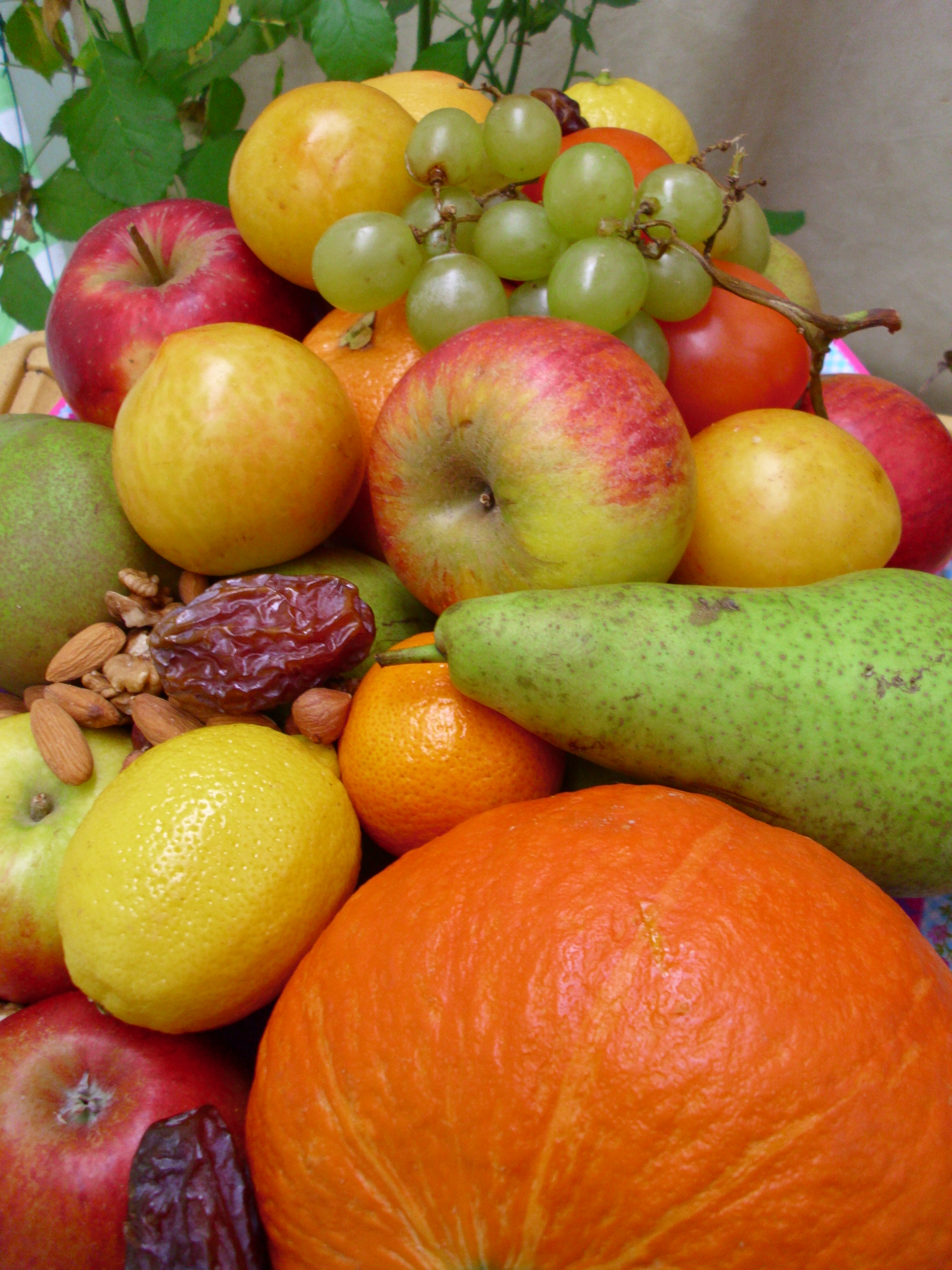
Close-up van een vruchtenschaal met appels, druiven, pruimen, noten, dadels, tomaten, citroenen, mandarijnen, peren en een pompoen.

Fruitarisme is het voedingsprincipe inhoudende dat men zich volledig voedt met van planten afkomstige vruchten.
Dit impliceert dat men geen dierlijk voedsel tot zich neemt en geen planten.
Derhalve wordt afgezien van de consumptie van vlees, vis, andere waterdieren, weekdieren, gevogelte, insecten, eieren en melkproducten, alsook van vitale delen van planten (te weten hun bladeren (bladgroenten), hun stengel en hun wortels). Vruchten zijn geen (vitale) delen van planten, maar voortbrengsels ervan.
Zij kunnen geoogst worden zonder de plant in zijn voortbestaan te bedreigen.

## Fruit en andere plantenvruchten
Als van planten afkomstige vruchten worden (ook botanisch) beschouwd de door planten voortgebrachte zaden, tezamen met de omhulsels of dragers die plantenzaden veelal hebben.
Plantenzaden komen in diverse vormen voor: als graankorrels, als pitten, als nootkernen, of als zaadjes. Ook de omhulsels van de zaden zijn er in verschillende vormen: als zogenaamd vruchtvlees, als vlies en als dop. In enkele gevallen hebben plantenzaden geen omhulsel, omdat ze zich niet binnenin de vrucht bevinden, maar op de schil ervan. Het vruchtvlees is dan de drager van de zaden; dit doet zich onder ander voor bij aardbeien.
Van de meeste soorten vruchten zijn niet zowel de zaden eetbaar, als de omhulsels of dragers ervan; bij bepaalde soorten zijn wél de zaden eetbaar maar de omhulsels niet (noten), bij andere soorten is het andersom en zijn de omhulsels eetbaar, maar niet de zaden (o.a. zogenaamde "steenvruchten", zoals pruimen en perziken, waarbij de pit hoofdzakelijk bestaat uit een houtachtige dop en het eigenlijke zaad daarbinnenin); bij weer andere vruchten zijn zowel de zaden als hun omhulsels of dragers goed, want met smaak, eetbaar (tomaten, bananen, kiwi's enz.).
Vruchten die een zoete of zure smaak hebben worden "fruit" genoemd. Aangezien fruitariërs in beginsel álle eetbare soorten plantenvruchten tot zich nemen, dus ook niet-zoete en niet-zure, is de term "fruitarisme" ontoereikend, in die zin dat hij als vlag de lading niet helemaal dekt. Waarschijnlijk ligt de oorzaak hiervan in het feit, dat de term 'n vertaling is van de Engelstalige "Fruitarianism", terwijl in het Engels het woord "fruits" ook de betekenis heeft van "vruchten". Inmiddels wordt er in Nederland dan ook van bepaalde zijden naar gestreefd in plaats van de term "Fruitarisme" de term "Vruchtarisme", of nog efficiënter: "Vruchtisme", ingang te doen vinden.

## Motieven voor fruitarisme
Het veruit meest voorkomende motief, waarom voor het fruitarische voedingsprincipe gekozen wordt is ethisch van aard. Dit houdt in dat men zich wil voeden zonder dat daarvoor dieren en planten van het leven beroofd of gekwetst moeten worden.
Daarnaast zijn er nog een aantal andere motieven, die hetzij in combinatie met het bovenstaande, hetzij op zichzelf tot de genoemde keuze leiden:
- Levensbeschouwelijk. Men is van mening dat rauwe en goed smakende vruchten van planten het enige 'juiste' voedsel zijn, omdat deze als zodanig in de natuur voorkomen en dus niet eerst bereid hoeven te worden om eetbaar te zijn.
- Religieus. Soms liggen religieuze motieven ten grondslag aan de keuze voor het fruitarisme. Zo streven aanhangers van het jaïnisme, een kleine religieuze stroming voornamelijk op het Indiase subcontinent, naar een verregaande vorm van geweldloosheid; hierbij hoort ook het niet eten van dieren en planten.[1]
- Gezondheid. Steun om in hun afwijkende voedingspatroon te volharden, vinden de fruitariërs in het raw-foodisme. Dit voedingsprincipe is gebaseerd op de overtuiging dat het verteringssysteem van de mens door de evolutie toegesneden is geraakt op een paleolithisch voedingspatroon,[2] dat dus rijk is aan rauw voedsel en fruit. Genetisch zou de mens onvoldoende zijn toegerust om de toxische verbindingen te verwerken, die bij verhitting van voedingsmiddelen ontstaan. Rauw fruit is bovendien rijk aan polyfenolen, vitamine C en andere natuurlijke antioxidanten, die de lichaamscellen beschermen tegen beschadiging door vrije radicalen en andere reactieve zuurstofdeeltjes.[3] Bij een wetenschappelijk onderzoek betreffende het op diverse gangbare manieren door verhitting bereiden (koken, stoven, blancheren en bakken) van erwten, broccoli en aardappelen, alsmede het bewaren en opwarmen van deze groentes, werd ontdekt dat het aanwezige foliumzuur ("vitamine B11") verminderde bij elk der methodes: aardappelen bijvoorbeeld hielden bij koken 77% van de oorspronkelijk aanwezige hoeveelheid vitamine B11 over, na magnetronbehandeling 75%, bij stomen 73% en bij blancheren 71%. Analyses werden uitgevoerd via een bevestigde high-performance vloeistofchromatografie (HPLC) methode.[4]
- Milieu. Door hoofdzakelijk of enkel vruchten in hun natuurlijke, onverhitte vorm te nuttigen, verbruikt men nauwelijks of geen energie bij de bereiding, zodat men daarbij ook nauwelijks of geen CO2-uitstoot produceert. Voor het bewaren van fruit is over het algemeen heel wat minder energieverbruik nodig, dan voor het eetbaar houden van met name dierlijke voedingsmiddelen in koelkast of diepvriezer. Voor de afwas, die door de afwezigheid van kookgerei toch al minder omvangrijk is, zijn nauwelijks of geen warm water en zeep nodig. Dit leidt eveneens tot minder CO2-uitstoot leidt en tot minder verontreiniging van het oppervlaktewater.

## Voedingsmiddelen waar van afgezien wordt
Naast het afwijzen van alle soorten dierlijke voedingsmiddelen, (zoals ook het veganisme doet)), houdt het fruitarisme tevens in dat afgezien wordt van dié plantaardige voedingsmiddelen, welke enkel geoogst kunnen worden door planten te doden of te beschadigen; zodoende behoren ook de volgende voedselsoorten niet tot het fruitarische voedingsassortiment:
- Bladgroenten zoals spinazie, prei, bladselderie, alle koolsoorten, (zoals bloemkool en savooiekool), spruitjes, cichorei en rabarber.
- Wortelknollen en wortelstokken worden vrijwel altijd geoogst door de plant waar ze deel van uitmaken in zijn geheel levend en wel uit de grond te halen, waarna hij afsterft; daarom behoren groentesoorten als penen, rode biet, uien, radijsjes, rapen, knolselderij, knoflook, aardappelen, asperges en schorseneren evenmin tot het voedselpakket van de fruitariër.
- Paddenstoelen zoals truffels en champignons zijn weliswaar geen planten (maar schimmels), doch hun gelijkenis met planten is in relevant opzicht dermate groot, dat ook deze niet op het fruitarische menu voorkomen.
- Omdat bij de productie van bier in veel gevallen gekiemde granen als ingrediënt dienen, en een kiemende graankorrel een nieuwe plant in wording is, wordt ook hiervan afgezien. Om dezelfde reden wordt eveneens afgezien van het eten van kiemgroente.
- Brood en andere baksels zijn taboe wanneer ze met behulp van gist vervaardigd zijn. De reden hiervan is gelegen in het feit, dat bij de bereiding van gist gedode planten als bieten en suikerriet gebruikt worden.
- Wat noten betreft zien vruchtariërs over het algemeen af van pinda's, omdat deze met name ook tegenwoordig op een voor de plant dodelijke manier (machinaal) geoogst worden. Hierbij moet worden opgemerkt, dat pinda's geen noten zijn, maar peulvruchten; dit doet echter niet af aan de manier van oogsten en de gevolgen voor de plant.

## De wel gebruikte voedingsmiddelen
Fruit:

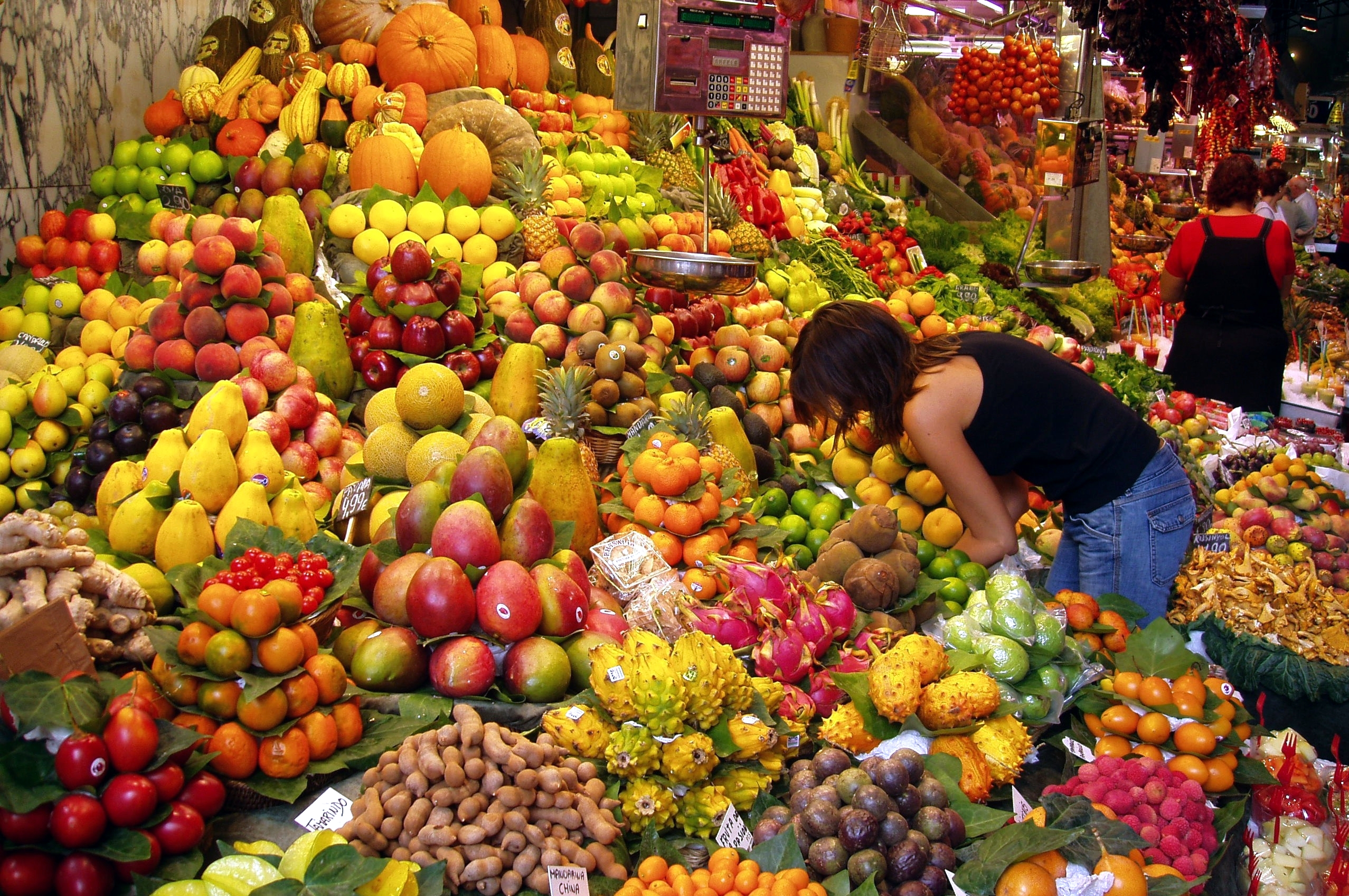
Een fruitkraam in Barcelona, Spanje.

- Alle soorten fruit, oftewel alle soorten zoete dan wel zure eetbare vruchten van planten. Een aantal van de meest voorkomende zijn: appels, peren, abrikozen, perziken, nectarines, kersen, pruimen, aardbeien, sinaasappels, mandarijnen, citroenen, meloenen, grapefruits, dadels, olijven, ananas, mango's, avocado's, bananen, kiwi's, bessen en vijgen.
- Gedroogd en ingemaakt fruit.
- Wat jam, stroop en siroop betreft is het zo, dat deze in principe wel kunnen, maar niet wanneer suiker is toegevoegd die gemaakt is ten koste van het leven of verminking van planten, zoals het geval is bij bietsuiker, respectievelijk rietsuiker. Wanneer bij de bereiding fruitsuiker gebruikt is, is er wat dat betreft echter geen bezwaar.
- Vruchtendrank; dit kan vruchtensap zijn, vruchtenlimonade en zelfs een alcoholische drank op basis van fruit (bijvoorbeeld bessenjenever).

Noten
- Zoals: hazelnoten, walnoten, amandelen, pecannoten en kastanjes.

Eetbare pitten
- Onder andere pijnboompitten en zonnebloempitten.

Bepaalde soorten groenten:
- "Vruchtgroenten", zoals bepaalde, veel verwantschap met fruit vertonende, maar desondanks botanisch als groenten te boek staande, niet zoete en niet zure eetbare plantenvruchten. Hiertoe behoren onder andere tomaten, komkommers, aubergines, courgettes, paprika's, enzovoort.
- Peulvruchten, zoals erwten, bonen, sperziebonen en linzen.

Granen en graanproducten:
- In beginsel heeft de fruitariër geen bezwaar tegen granen, omdat deze vrijwel altijd pas geoogst worden wanneer de plant rijp is en dus niet meer leeft. Tarwe, rogge, gerst, haver, boekweit, mais, rijst, gierst, enzovoort, kunnen dan ook deel uitmaken van het fruitarische voedselassortiment.

## Varianten van het fruitarisme
- Rauw-fruitarisme: Het komt veel voor, dat fruitariërs hun voedsel enkel in de natuurlijke vorm en/of samenstelling, oftewel rauw, willen gebruiken. Dit wordt aangeduid als "rauw-fruitarisme". Een en ander brengt met zich mee, dat tevens afgezien wordt van een aanzienlijk aantal gangbare voedingsmiddelen die (hoofdzakelijk) bestaan uit door verhitting bereide vruchten; zoals: brood en ander gebak, peulvruchten die rauw niet eetbaar zijn (zoals erwten, bonen, kapucijners, enz.), graankorrels die rauw niet eetbaar zijn (zoals rijst, couscous, gierst, enz.), vruchtenconserven (ingemaakte vruchten dus), vruchtenjam, vruchtenstroop en vruchtensiroop. (Rauw niet eetbare peulvruchten en graankorrels worden soms wel gemalen en als meel in combinatie met andere vruchten gegeten). Verder komen ook cashewnoten en koffiebessen, die beide eerst gebrand moeten worden, eer ze voor consumptie geschikt zijn, op het menu van de rauwariër (Nederlandse naam voor "raw-foodist") niet voor.
- De Eko-variant: ecologisch geteelde vruchten kunnen geen restanten van chemische bestrijdingsmiddelen en van kunstmest (die chemisch uit aardolie geproduceerd pleegt te worden) bevatten, omdat deze middelen bij de ecologische teelt, die ook wel de biologische teelt genoemd wordt, niet gebruikt worden. Daardoor is het dus uitgesloten, dat zij, na in gevallen regenwater te zijn opgelost, met dat water de bodem in gevoerd worden en daar door de vruchtenbomen en -planten met hun wortels wordt opgezogen, waarna het water inclusief chemische vervuiling onder andere als sap in de vruchten terechtkomt.
- De Klimaat-variant. Doordat fruitariërs over het algemeen natuur- en milieubewust zijn, komt het relatief veel voor, dat zij in verband daarmee het aanvullende principe huldigen dat hun voedsel zo klimaatneutraal mogelijk verkregen moet zijn. Dit houdt onder andere in, dat zo veel mogelijk gekozen wordt voor die vruchten, die over een zo gering mogelijke afstand getransporteerd zijn. Dus ook al zijn in de winkel bijvoorbeeld appels uit Argentinië vers en goedkoper, dan zal de klimatist (zo mogelijk) toch die uit Nederland of Frankrijk kiezen.
- Vivitarisme: Sommige fruitariërs willen dat voor hun voeding niet alleen geen dieren en geen planten iets aangedaan wordt, maar helemáál geen levende wezens en dus ook geen microben. Voor deze aanhangers van het "Vivisme" (op voedingsgebied "vivitariërs" genoemd) zijn ook bijvoorbeeld vruchten en vruchtendranken die lang houdbaar zijn gemaakt met behulp van conserveringsmiddelen taboe, aangezien door die middelen de van nature in de vruchten aanwezige microben gedood of in elk geval op non-actief gesteld worden; dit is onder andere het geval bij de meeste soorten droogvruchten. Vivitariërs zijn per definitie tevens rauw-fruitariër, omdat ook bij het verhitten van voedsel de meeste in de voeding aanwezige microben gedood plegen te worden. Verder zijn zij tevens Eko-fruitariër, omdat bij de biologische teelt veel minder insecten en microben gedood worden dan bij de nog meest gangbare. Klimaat-fruitariër zijn ze omdat meer-transport inhoudt dat meer brandstof verbruikt wordt en waar brandstof verbruikt wordt, daar worden grote aantallen microben, die zich van nature in de grondstof (aardolie) bevinden (en deze zelfs gemaakt hebben), bij raffinage en/of verbruik als brandstof gedood. Daarnaast gebruiken vivitariërs bij de voeding ook geen microben-dodende stoffen zoals zout, azijn, inlegzuur en alcohol.

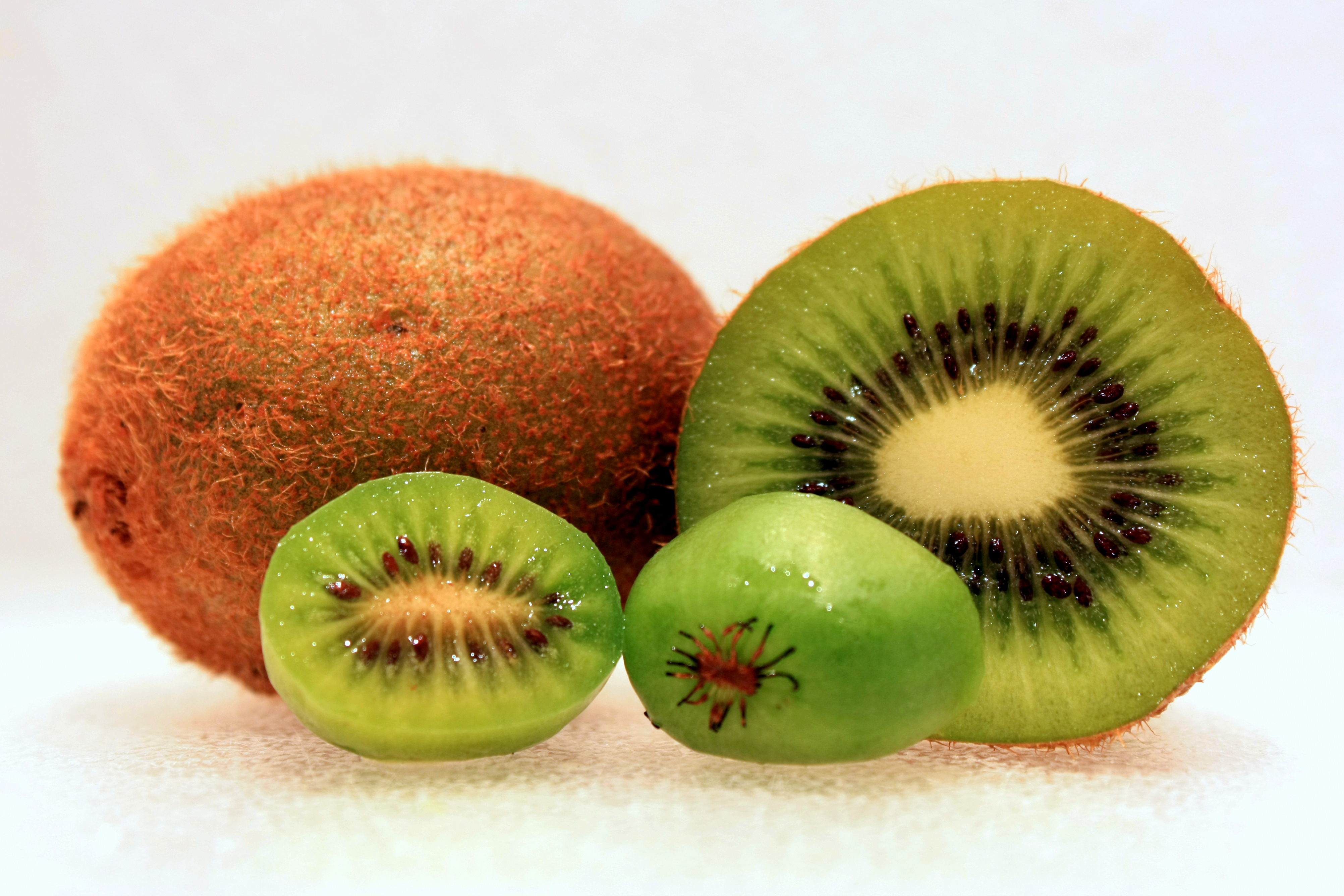
De zaadjes van de kiwi zitten zodanig in de vrucht, dat ze vanzelf mee opgegeten worden.

- Geen-zaden-fruitarisme: Sommige uitermate principiële fruitariërs eten geen (eetbare) plantenzaden zoals granen, peulen, noten en bepaalde pitten, omdat zij plantenzaden zien als potentiële nieuwe planten en zij niet willen, dat deze door hun toedoen niet tot leven kunnen komen. Daarom ook halen zij bij vruchten, waarvan de pitjes of zaadjes binnenin mee opgegeten plegen te worden deze zo mogelijk eerst eruit. Dit is het geval bij onder andere tomaten, komkommers, bananen, kiwi's, bessen, vijgen en aardbeien, (bij welke laatste vruchten de zaadjes niet binnenin zitten, maar op de schil). In de hedendaagse praktijk komt deze variant van het fruitarisme heel weinig voor. Veruit de meeste fruitariërs gebruiken in principe álle soorten plantenvruchten en dus ook eetbare zaden en pitten. Hun motief bij dit laatste is, dat in de natuur toch maar hooguit enkele van de vele zaden of pitten, die een plant jaarlijks oplevert, plegen uit te groeien tot een nieuwe boom of andere plant. Dus maakt het niets uit, wanneer het grootste deel van die zaden opgegeten wordt, aangezien dan onverminderd enkele andere op de gebruikelijke manieren (veelal door toedoen van vogels) verspreid worden naar plekken waar ze tot ontwikkeling kunnen komen. Bovendien is er dan nog de gedachte dat zaden wel potentieel nieuw leven zijn, maar nog geen beginnend nieuw leven, zodat men bij het opeten ervan geen wezens van het leven berooft of letsel toebrengt.
- Gedeeltelijk fruitarisme. Het komt relatief veel voor dat men het fruitarische beginsel niet (zo mogelijk) voor de volle 100% naleeft, maar voor 'n geringer percentage en voor het overige nog bepaalde voedingsmiddelen gebruikt, die niet stroken met genoemd beginsel. De gangbare opvatting in deze is, dat men zich nog fruitariër kan noemen, wanneer men zich voor ten minste 70% fruitarisch voedt.

## Diëtaire en gezondheidsaspecten

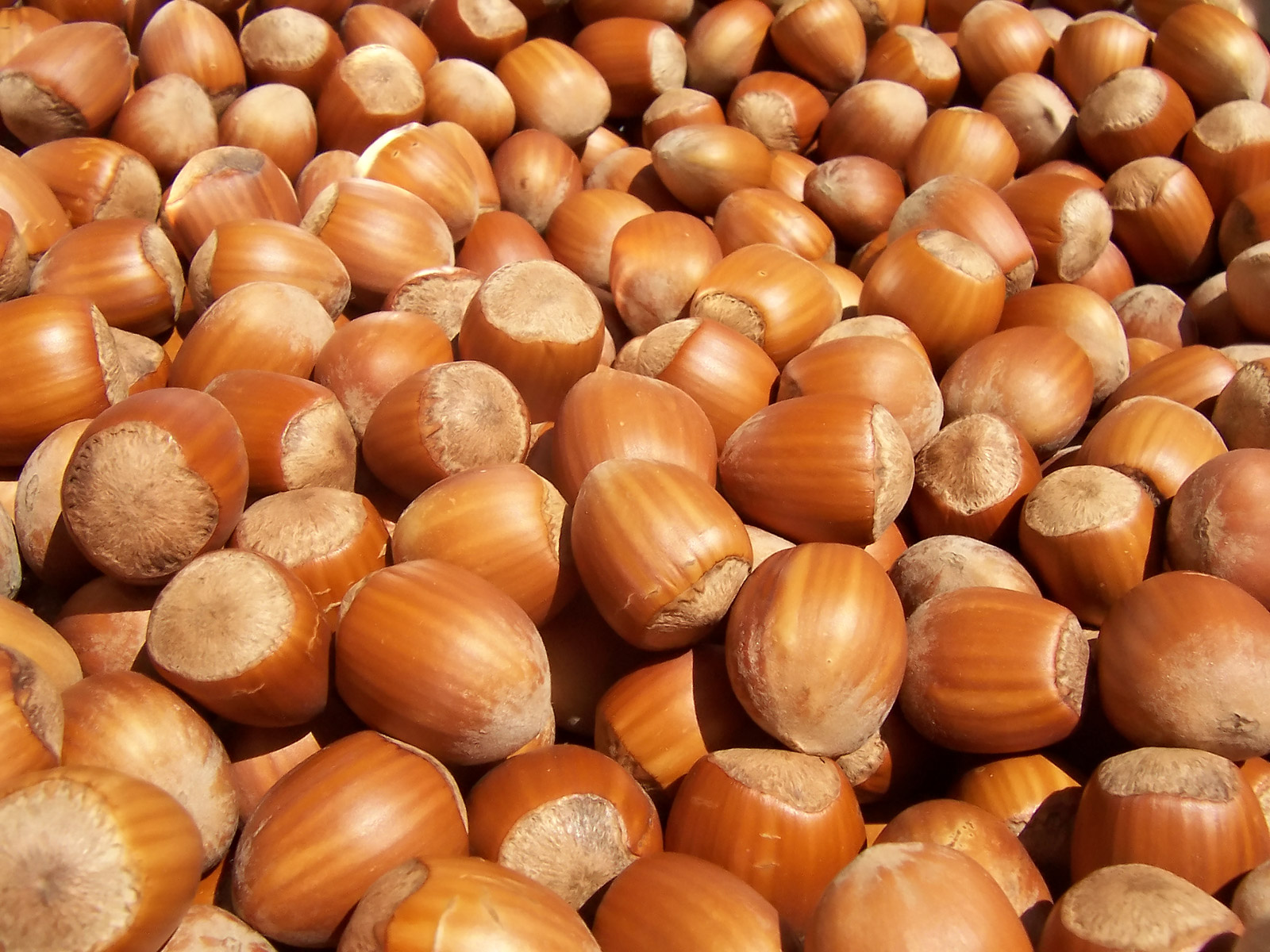
Hazelnoten zijn (net als walnoten, pecannoten en amandelen) rijk aan onverzadigd vet en dus belangrijke energieleveranciers voor fruitariërs

Ook een fruitarisch voedingspatroon kan gezondheidsproblemen veroorzaken. Voor fruitariërs is het belangrijk ervoor te zorgen, dat er geen tekorten ontstaan. Zo bevatten de meeste soorten fruit wél veel suiker (typisch 5-10 %) en andere koolhydraten (zoals voedingsvezels), alsook veel water, maar relatief weinig eiwitten en B-vitaminen, alsmede erg weinig tot in menig geval helemaal geen vetten. Daardoor levert fruit relatief gezien weinig energie en vooral 'lege calorieën'.
Fruitariërs doen er dan ook goed aan ervoor te zorgen dat ze voldoende vetrijke vruchten gebruiken, zoals de meeste soorten noten, pitten, avocado's en olijven. Wanneer zij zodanig leven, dat zij weinig energie nodig hebben, dan zullen zij hier goed mee toe kunnen komen, maar wanneer zij meer energie verbruiken, dan hun voeding (vetten) bevat, (bijvoorbeeld doordat veel wordt gesport) dan kan dat tot problemen leiden doordat er tekorten gaan ontstaan, oftewel sprake gaat zijn van ondervoeding.
Waar fruitariërs ook goed op moeten letten, is dat ze geen tekort aan vitamine B12 en aan calcium krijgen. Het gebruik van voedingssupplementen ("vitaminepillen") kan hier uitkomst brengen.
Het is nog een punt van discussie of voorkomende problemen in dit soort opzichten betekenen dat het fruitarisme per definitie een ongezonde leefwijze is, of dat deze alleen het gevolg zijn van een onjuiste voedselkeuze binnen het fruitarisme. Voorstanders houden vol dat een gezonde voedselkeuze ook binnen de fruitarische regels mogelijk is. Uit een onderzoek uit 2005 onder mensen die vrijwel volledig (70-100%) rauw voedsel aten (waaronder een groot deel fruit) bleek dat zij gezondere bloedlipidenwaarden (LDL-cholesterol, totaalcholesterol en triglyceriden) hadden. Aan de andere kant hadden ze ook een minder hoog gehalte van het gunstige HDL-cholesterol en een verhoogd homocysteïnegehalte, wat waarschijnlijk samenhangt met de vitamine B12-deficiëntie die bij 38% van hen werd geconstateerd.
Het geven van een volledig fruitarische voeding aan baby’s en kinderen, die door hun snelle groei extra eisen stellen aan hun nutriëntenvoorziening, wordt veelal afgeraden. Uiteraard kan borstvoeding, (op zich niet fruitarisch), hier, zeker ook wanneer zij lang genoeg (wel jaren) wordt aangehouden, uitkomst brengen.
Met name ook wanneer fruitariërs het vele fruit dat zij tot zich nemen, niet in de natuurlijke samenstelling, rauw dus, plegen te nuttigen, maar verhit en met rijkelijk toegevoegde suikers (o.a. als jam, stroop, of conserven), kunnen zij op den duur tandproblemen krijgen. De oorzaak hiervoor is dat tanden (en botten) demineraliseren als gevolg van de grote hoeveelheden organische zuren (met name fosfaten) en de geringe hoeveelheid aan mineralen als calcium en vooral magnesium in veel fruitsoorten. Ook komt het voor dat tanden losser gaan zitten en ten slotte uitvallen. Mede debet hieraan is dan het feit, dat het tandvlees niet voldoende gemasseerd wordt, hetgeen wél het geval is, wanneer de meeste vruchten rauw opgegeten worden.
Wanneer er een tekort aan calcium is ontstaan, dan wordt dit mineraal algauw gemobiliseerd uit de botten, wat leidt tot broze botten die makkelijk breken (osteoporose).
Sommige fruitariërs ontwikkelen huidproblemen of klagen over broos en breekbaar haar. De redenen hiervoor zijn nog onduidelijk, maar kunnen samenhangen met een tekort aan proteïnen en/of essentiële vetzuren.
Uit studies is gebleken dat een veganistisch voedingspatroon de kans op obesitas verlaagt. Ook de daarmee gerelateerde welvaartsziekten, zoals diabetes en hart- en vaataandoeningen komen minder vaak voor. Zowel de bloeddruk als de inname van LDL-cholesterol is lager bij personen die een plantaardig dieet volgen. Voor de kans op de meeste kankers is er vermoedelijk een positief effect merkbaar, zeker in vergelijking met personen die een gemiddeld westers dieet volgen.
Aangezien fruitarische voeding eveneens plantaardig is en tot op aanzienlijke hoogte gelijksoortig aan het veganistische, kunnen de genoemde gezondheidsvoordelen geacht worden in overwegende mate ook te gelden ten aanzien van de fruitarische voeding.

## Wetenswaardigheid
Steve Jobs, oprichter en voormalig directeur van de computerfirma Apple was in de zeventiger jaren fruitariër en kwam volgens eigen zeggen zo op het idee de firma "Apple" te noemen.